# Mount Hayes
Der Mount Hayes ist ein 4216 m hoher Berg der Alaskakette in Alaska. Er liegt etwa 160 km östlich des Denali. Er bildet die größte Erhebung der Hayes Range, ein Abschnitt der Alaskakette. Mit 3501 m hat er die viertgrößte Schartenhöhe der Berge Alaskas.

## Lage
Die Gletscher Susitna und West Fork, Quellgebiet des Susitna River, liegen südlich und südwestlich des Mount Hayes. Die Westflanke des Mount Hayes wird über den Hayes-Gletscher nach Norden zum Delta Creek, einem linken Nebenfluss des Tanana River, hin entwässert. Neben dem Hauptgipfel gibt es noch den 4055 m hohen 1,7 km weiter südlich gelegenen Südgipfel (⊙).
Benannt wurde der Mount Hayes 1898 von W. J. Peters und A. H. Brooks vom United States Geological Survey nach Charles Willard Hayes (1858–1916), einem Geologen des USGS.

## Besteigungsgeschichte
Die Erstbesteigung fand am 1. August 1941 durch ein Team unter Leitung von Bradford Washburn über den Nordkamm statt. Dabei flogen die Teilnehmer von Fairbanks zu einem nördlich vom Mount Hayes auf 700 m Höhe gelegenen Landeplatz. Weiterhin wurden Lebensmittelvorräte und weiteres Material per Fallschirm am Fuß des Mount Hayes abgeworfen. Das auf 1500 m Höhe gelegene Basiscamp lag am Hayes-Gletscher.